# Rue de la Victoire (Bruxelles)
Pour les articles homonymes, voir Rue de la Victoire.
La rue de la Victoire, à Bruxelles, est une rue faisant partie de la commune de Saint-Gilles.

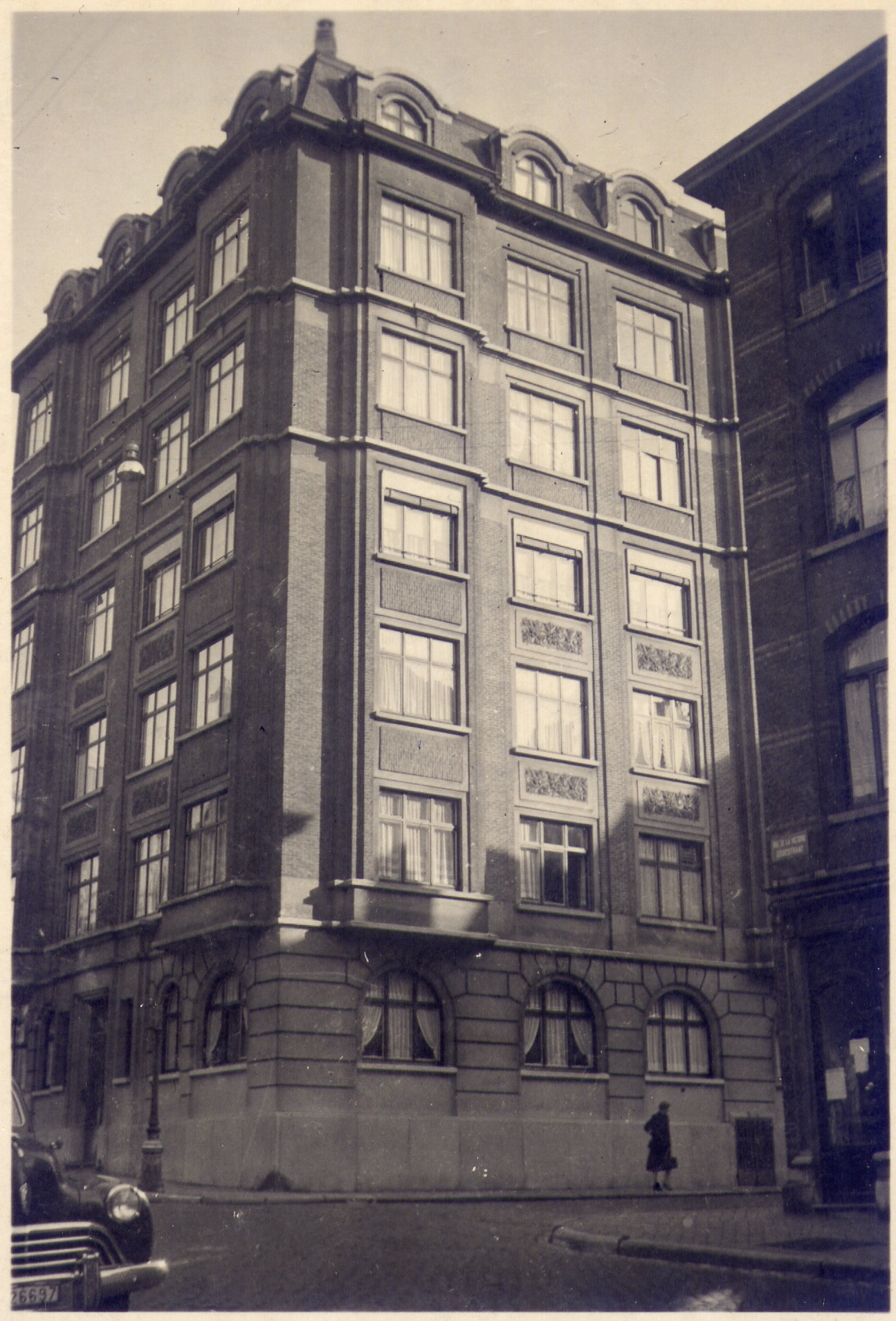
Immeuble au 187a rue de la Victoire par l'architecte Léon van Dievoet pour le compte du « Comptoir national des Matériaux », année 1932.

## Situation
Elle commence avenue Henri Jaspar, 135, et finit chaussée de Charleroi, 211-213.
Il s'agit d'une large et longue rue qui descend en pente et en ligne droite vers la Porte de Hal.
Elle s'orne de nombreuses maisons et immeubles tantôt Art déco, style éclectique ou Art nouveau.